# Iso646.h
iso646.h — заголовочный файл, являющийся частью стандартной библиотеки языка Си. Был добавлен в библиотеку в 1995 году поправкой к стандарту C90. Файл определяет макросы, которые позволяют программистам использовать побитовые и логические операторы языка Си, которые без применения заголовочного файла не могут быть быстро или легко напечатаны на некоторых интернациональных и не-QWERTY клавиатурах.

## Макросы
Заголовочный файл iso646.h определяет следующие 11 макросов:
- and определён как &&
- and_eq определён как &=
- bitand определён как &
- bitor определён как |
- compl определён как ~
- not определён как !
- not_eq определён как !=
- or определён как ||
- or_eq определён как |=
- xor определён как ^
- xor_eq определён как ^=

## C++
Эти идентификаторы являются ключевыми (зарезервированными) словами в языке программирования C++ и не требуют подключения заголовочного файла. Тем не менее, для поддержки совместимости стандарт C++98 поддерживает заголовочный файл <ciso646>.

## Дополнительные источники
- iso646.h — основные определения, The Single UNIX® Specification, выпуск 7 от The Open Group  (англ.)